# Bataille de l'île d'Ösel
Grande guerre du Nord (1700-1721)
Batailles
- Riga I
- Narva I
- Daugava
- Rauge
- Erastfer
- Kliszów
- Hummelshof
- Nöteborg
- Saladen
- Pułtusk
- Jēkabpils
- Narva II
- Poznań
- Punitz
- Gemauerthof
- Varsovie
- Hrodna
- Fraustadt
- Kletsk
- Kalisz
- Holowczyn
- Malatitze
- Lesnaya
- Poltava
- Perevolochna
- Helsingborg
- Viborg
- Riga II
- Baie de Køge
- Fladestrand
- Gadebusch
- Bender
- Pälkäne
- Storkyro
- Hangö Oud
- Fehmarn Bält
- Rügen
- Kristiania (Oslo)
- Stralsund
- Dynekilen
- Osel
- Stäket
- Grengam

La bataille navale de l'île d'Ösel est livrée le 4 juin 1719, au large de l'île estonienne d'Ösel ou de Saaremaa, dans la Baltique, pendant la grande guerre du Nord (1700-1721).

## Déroulement
Début mai 1719, trois bâtiments suédois quittent Pillau avec un convoi pour escorter ce dernier jusqu'à Stockholm. La marine russe a vent de cette expédition et le capitaine Naum Senyavine se voit chargé de l'intercepter. Le 26 mai 1719, il quitte Reval (aujourd'hui Tallinn) avec une flotte de sept vaisseaux, dont six navires de ligne, et part à la recherche de l'escadre ennemie. Celle-ci a atteint sa destination sans encombre, mais elle a repris la mer le 19 mai pour protéger le trafic commercial suédois d'éventuelles attaques russes ou danoises. Le 4 juin, les deux flottes se rencontrent au petit matin, entre l'île d'Ösel et Gotska Sandön. Devant la disproportion des forces, les Suédois cherchent le salut dans la fuite, mais à 6 heures, ils sont rejoints par leurs poursuivants et le combat s'engage.
Les navires russes Devonshire et Portsmouth, armés tous deux de 52 canons, attaquent ensemble le principal navire adverse, le Wachtmeister (48 canons), commandé par Wrangel (de), par ailleurs chef de l'escadre scandinave. Les artilleurs suédois opposent un feu dévastateur qui endommage la voilure du Devonshire. Le Portsmouth se tourne alors vers le Karlskrona Vapen, qui semble une proie plus facile avec ses 34 canons, et lui inflige de telles avaries qu'il n'a d'autre choix que d'amener son pavillon. Le dernier navire suédois, le Bernhardus (12 canons), succombe peu après, nonobstant les efforts du Wachtmeister pour lui porter secours. Vers 13 heures, le Wachtmeister semble pouvoir échapper à ses ennemis lorsque surviennent le Rafail (52 canons) et le Yagudiil (52 canons) qui lui coupent la route et referment l'étau. Wrangel est grièvement blessé mais son second, Trolle, continue la lutte et refuse de se rendre. À 15 heures cependant, avec l'entrée en lice des trois derniers navires russes, le Wachtmeister, complètement démâté et le pont jonché de morts et de blessés, admet sa défaite et capitule.
Les Russes regagnent Reval avec leurs prises ; ils ont remporté la première victoire en haute mer de leur histoire navale. S'agissant des pertes, les Russes admettent avoir eu 18 tués et blessés dans la bataille, alors que selon les sources, les pertes suédoises oscillent entre 63 et 110 tués et blessés.

## Navires engagés
- Russie :
  - Devonshire
  - Portsmouth
  - Rafail
  - Uriil
  - Varachail
  - Yagudiil
  - Natalia

- Suède :
  - Wachtmeister
  - Karlskrona Vapen
  - Bernhardus